# سرجیو فاریاس
سرجیو ریکاردو د پایوا فاریاس (زاده ۹ ژوئن ۱۹۶۷ برزیل) مربی فوتبال بزریلی.
فاریاس دوران مربیگری نسبتاً خوبی را پشت سر گذاشته و در سال 2009 به همراه تیم پوهانگ قهرمان لیگ قهرمانان آسیا شده است.
فاریاس 50 ساله در تیم‌هایی همچون زیر 17 سال و زیر 20 سال برزیل، پوهانگ، الاهلی، الوصل و گوانگجو مربیگری کرده است و یک بار نیز به عنوان بهترین مربی سال کره انتخاب شده است.

## افتخارات
- مربی تیم قهرمان زیر ۱۷ سال آمریکای جنوبی
- چهارمین مربی برتر سال ۲۰۰۴ برزیل
- قهرمان کی-لیگ سال ۲۰۰۷
- مربی سال ۲۰۰۷ کی-لیگ
- قهرمان اف-ای کاپ کره ۲۰۰۸
- جام برندگان کی-لیگ سال ۲۰۰۹
- قهرمان لیگ قهرمانان ۲۰۰۹
- سومی در باشگاه های جهان ۲۰۰۹